# IC 1277
IC 1277 ist eine Spiralgalaxie vom Hubble-Typ Sc mit aktivem Galaxienkern im Sternbild Herkules am Nordsternhimmel. Sie ist schätzungsweise 325 Millionen Lichtjahre von der Milchstraße entfernt und hat einen Durchmesser von etwa 115.000 Lichtjahren. Gemeinsam mit NGC 6575 bildet sie das isolierte und gravitativ gebundene Galaxienpaar KPG 530.
Die Supernovae SN 2006gz (Typ Ia) und SN 2011ap (Typ IIn) wurden hier beobachtet.
Das Objekt wurde am 31. August 1888 vom französischen Astronomen Guillaume Bigourdan entdeckt.